# Тріумфальна арка (Київ)
Тріумфа́льна а́рка в Києві — урочиста дерев'яна споруда-тріумфальна арка у Києві, встановлена в 1857 році на честь приїзду імператора Олександра ІІ. Стояла на місці сучасного Повітрофлотського шляхопроводу. Розібрана в 1880-х роках (не пізніше 1887 року).
31 січня 1857 року очікувався приїзд до Києва імператора Олександра ІІ. На честь цієї події була споруджена дерев'яна тріумфальна арка. Біля неї відбулася урочиста зустріч царського потяга. На згадку про видатну подію планувалося поставити на цьому ж місці кам'яну арку, але зібрані на це гроші імператор запропонував спрямувати на якусь кориснішу справу (згодом на них було відкрите Олександрівське ремісниче училище).
Проєкт арки, що належав російському архітектору Віктору Гартману, експонувався на його виставці в 1874 році і надихнув Модеста Мусоргського на створення однієї з «картинок з виставки» — «Богатирської брами».